# اچ‌ام‌اس برکن‌هد (۱۹۱۵)
اچ‌ام‌اس برکن‌هد (۱۹۱۵) (به انگلیسی: HMS Birkenhead (1915)) یک کشتی بود که طول آن ۴۴۶ فوت (۱۳۵٫۹ متر) بود. این کشتی در سال ۱۹۱۵ ساخته شد.